# Dobroudja du Nord
1878
Entités précédentes :
- Empire ottoman

La Dobroudja du Nord (Dobrogea en roumain) est une région de 15 908 km2 située entre le bas-Danube, la mer Noire et la Bulgarie, partagée entre l’Est de la Roumanie  (15 570 km2) et le Sud-Ouest de l’Ukraine (338 km2).

## Géographie
La Dobroudja du Nord est une région agricole et touristique, limitée au Nord par la région ukrainienne du Boudjak, à l’Ouest par la Valachie (autre région traditionnelle roumaine) et au Sud par la Dobroudja du Sud bulgare. La Dobroudja du Nord est administrativement divisée entre les județe roumains de Constanța et de Tulcea (ce dernier comprenant les quatre cinquièmes du delta du Danube) et le raion ukrainien de Kilia.
Dans le delta du Danube, quelques îles et le delta secondaire du bras danubien de Chilia ainsi que île des Serpents en mer Noire font partie de la Dobroudja historique définie par plusieurs traités internationaux mais sont rattachés depuis 1948 à l’Ukraine (oblast d'Odessa).
Le point culminant de la Dobroudja du Nord est le Vârful Grecilor (« pic des Grecs »), dans le massif du Măcin : 457 m. Ce massif, hercynien, aux roches intrusives, effusives et métamorphiques, est entouré par le plateau dobrogéen à soubassements calcaires allant du crétacé au pliocène (visibles au pied des falaises danubiennes ou maritimes, ainsi que dans les vallées les plus creusées et au cap Kaliakra) mais recouvert d’épaisses couches de lœss pléistocène et holocène, dépôt éolien propice à l’agriculture, mais facilement et rapidement érodé sur la côte, au grand dam des propriétaires des villas avec vue sur la mer, qui ont poussé en nombre depuis trois décennies malgré les vains avertissements des géomorphologues et des géologues.
C’est en Dobroudja du Nord, près de la frontière roumano-bulgare, que se trouve la grotte de Movile, isolée du monde extérieur depuis un demi-million d’années et abritant une faune endémique unique, adaptée au manque de lumière et d’oxygène, et dont le réseau trophique est fondé sur la prolifération de bactéries se nourrissant des matières en suspension dans l’eau.

### Climat
En Dobroudja du Nord le climat est continental sec, torride l’été, glacial l’hiver, mais atténué d’influences pontiques. Les précipitations tombent sous forme de jours de pluie au printemps et en automne, de violents et soudains orages en été, de neige en hiver (le blizzard venu de Sibérie les accumule souvent en congères). La végétation est en partie steppique, formation favorisée durant la période turque par l’élevage extensif d’ovins, mais dans le massif du Măcin, autour des limans et le long des cours d’eau (notamment le Danube et son delta) subsistent des forêts d’aulnes, de chênes, de peupliers et de saules, ainsi que de vastes roselières.

### Population
Les principales villes sont les ports de Constanța (350 000 habitants), Tulcea (95 000 habitants) et Mangalia (50 000 habitants). La population est d’environ 1 million en 2011.

Carte topographique de la Dobroudja.

Carte des aires protégées dobrogéennes, dont la réserve de biosphère du delta du Danube (à cheval sur la Roumanie et l'Ukraine).

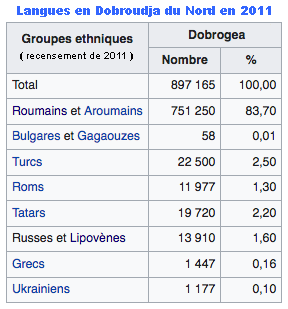
Démographie de la Dobroudja du Nord en 2011.

### Agriculture
Les sols de la Dobroudja du Nord sont lœssiques, portant des pâturages ovins (moutons Mérinos), des vergers et des vignes (vins de Murfatlar). En dépit de l’extension d’une agriculture de plus en plus intensive, dont les nitrates et les néonicotinoïdes contaminent les eaux superficielles, il subsiste encore des forêts de chênes verts (Quercus ilex) résiduelles, notamment sur les hauteurs du massif du Măcin.

### Environnement
La Dobroudja du Nord a une faune riche malgré les catastrophes environnementales de l’époque communiste (régime qui promouvait « la lutte de l’Homme contre la Nature »). Au Nord-Est du Tulcea se trouve le delta du Danube, qui a été l’objet de nombreux endiguements et assèchements jusqu’à la chute de la dictature en 1989, puis de quelques programmes de restauration dans la réserve de biosphère du delta du Danube, qui abrite encore de nombreux oiseaux aquatiques (dont des pélicans et en hivernage environ 90 % de la population mondiale de la bernache à cou roux, espèce menacée) et une faune ichtyologique en diminution depuis la privatisation des droits de pêche. Par ailleurs l’urbanisation effrénée de loisirs, avec tout ce que cela implique comme nuisances, menace l’ensemble des milieux. La réserve de biosphère, aux moyens réduits, fait ce qu’elle peut pour limiter les dégâts. La situation géopolitique aux frontières orientales de l’Union européenne empêche les deux directeurs de la réserve, l’un roumain et l’autre ukrainien, de collaborer autant qu’il le faudrait, car le point de passage frontalier autorisé le plus proche est à 250 kilomètres vers l’ouest, hors de la Dobroudja et du delta du Danube.
Dans le massif du Măcin et dans le delta, on trouve encore la buse féroce (Buteo rufinus), la buse pattue (Buteo lagopus) et le faucon émerillon (Falco columbarius) qui contribuent à réguler les rongeurs friands de céréales. La Grande Outarde (Otis tarda) fréquente aussi la région.
La Dobroudja du Nord a été en 2007 le théâtre d’un conflit agro-alimentaire entre l’institut privé allemand « Friedrich Lœffler » (mandaté par la FAO) et les habitants voulant maintenir leur agriculture de proximité. Dans le contexte de l’adhésion de la Roumanie à l’Union européenne et de la multiplication d’achats de terres agricoles par de grandes entreprises agro-alimentaires internationales, la FAO classa la Dobrogée en « zone à risque de zoonose de grippe aviaire », en raison de la présence chez des oiseaux domestiques en bonne santé (dans un élevage de canards du delta du Danube) d’anticorps au virus H5N1 (qui, selon l’institut « Lœffler », révélait une « présence endémique possible du H5N1 hautement pathogène », le virus étant « asymptomatiquement présent chez les canards de cet élevage, qui auraient pu le transmettre aux poulets chez lesquels le virus est mortel »). Joseph Domenech (vétérinaire en chef à la FAO) lance alors une alerte qui n’est pas suivie d’effets, car les habitants menaçaient de recourir à la violence pour empêcher l’abattage de leurs volailles, d’autant que la corruption endémique en Roumanie n’aurait pas permis que les compensations prévues parviennent jusqu’à eux. Le conflit a été aplani par l’absence de tout signe clinique ou viral du H5N1 durant les treize années écoulées (en 2020) depuis cette alerte.

## Histoire

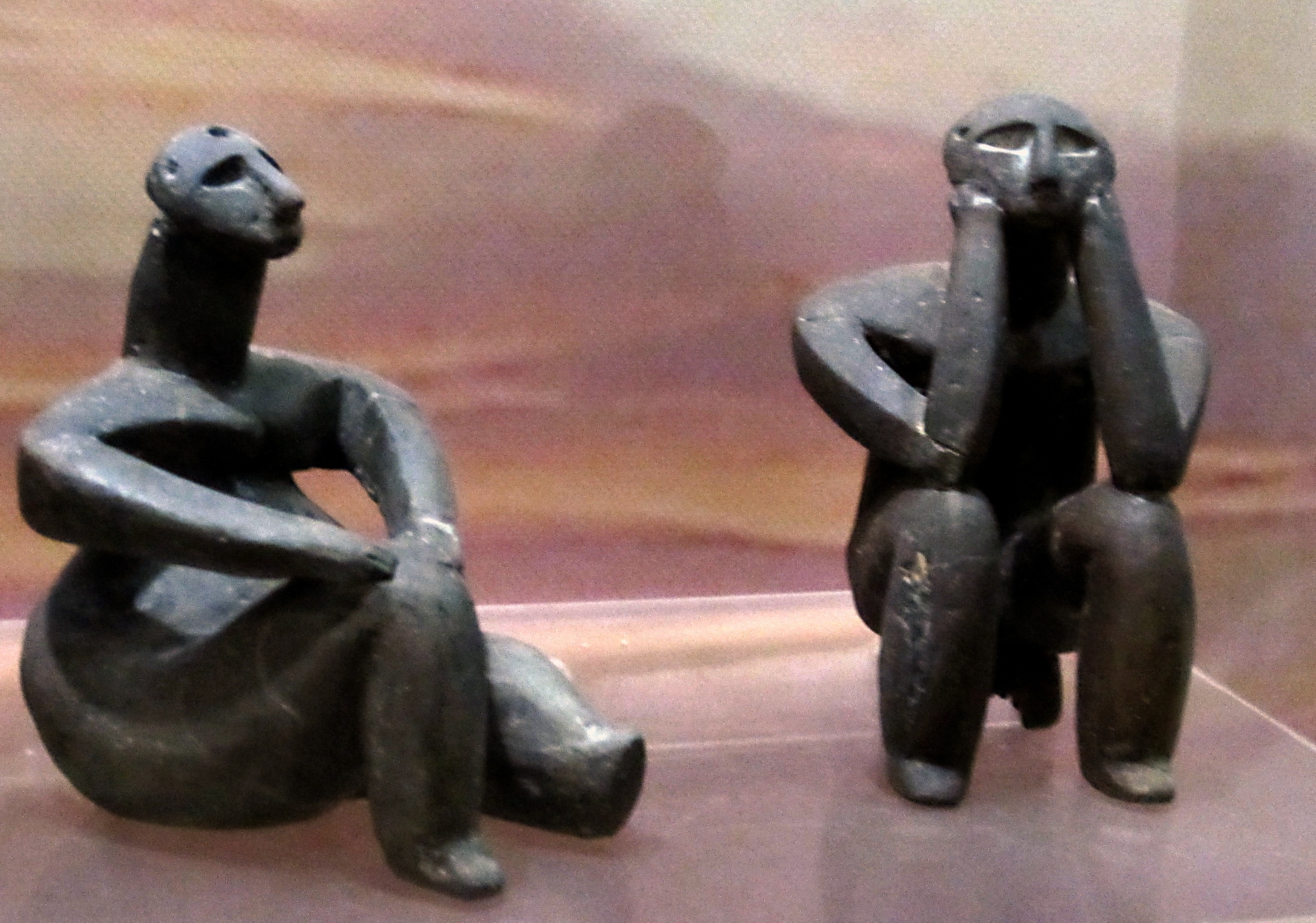
Les « penseurs » de Hamangia.

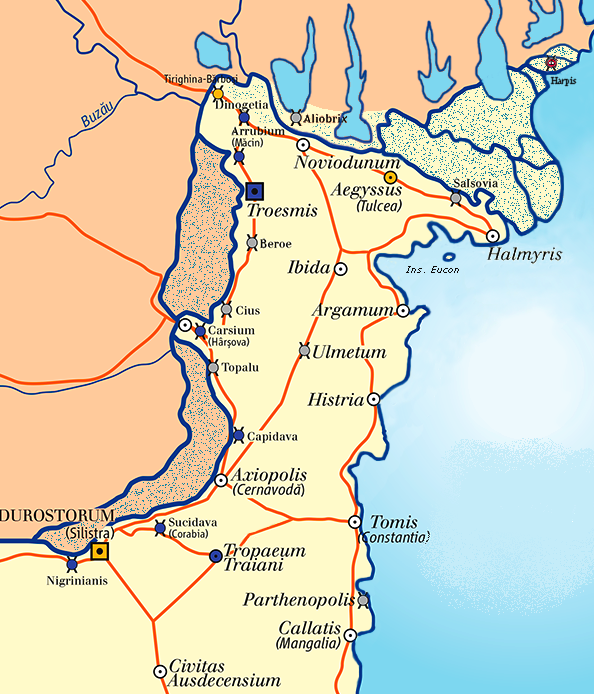
La Scythie mineure dans l'Antiquité.

### Histoire ancienne
La Dobroudja du Nord est habitée depuis le Paléolithique, et fut dans l’Antiquité le domaine des tribus Daces et Gètes. La population locale, progressivement hellénisée, fait du commerce avec les colonies grecques du Pont Euxin (Callatis, Tomis, Histrios, Argamos) jusqu’à la conquête romaine. Rome contrôle la Mésie pendant sept siècles, et par la christianisation, le pays entre dans la civilisation byzantine. Il est conquis au Moyen Âge par les Proto-Bulgares à la bataille d'Ongal, puis par les Petchénègues, les Coumans dits Polovtses et les Tatars dits Tartares, pour devenir ensuite un despotat indépendant puis une partie de la principauté de Valachie au XIVe siècle, avant d’être finalement prise par les Turcs Ottomans, qui la gardent plus de quatre siècles, de 1422 jusqu’en 1878.

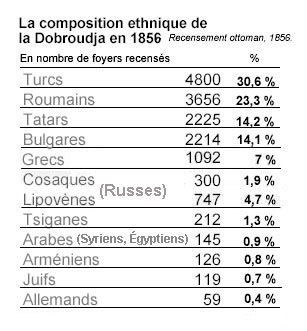
La population de la Dobrogée en 1856.

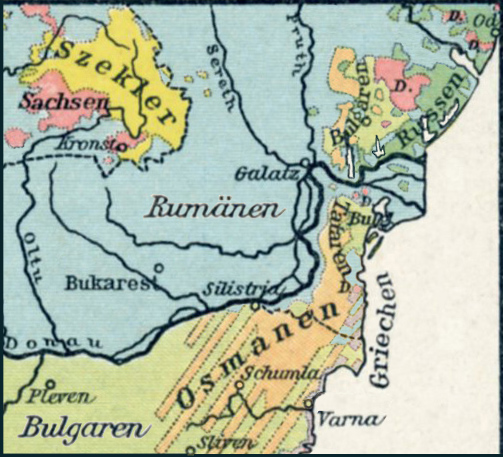
Carte linguistique allemande de 1895 rendant les données du recensement ottoman de 1856.

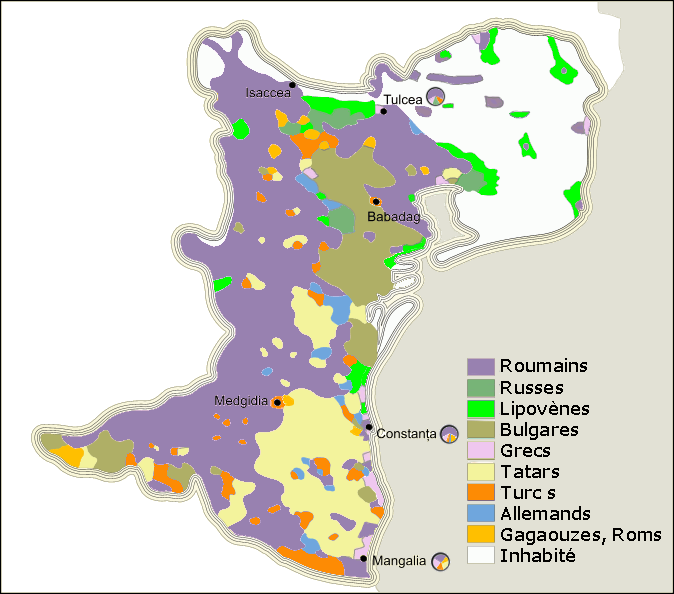
Les langues parlées en Dobroudja du Nord en 1903.

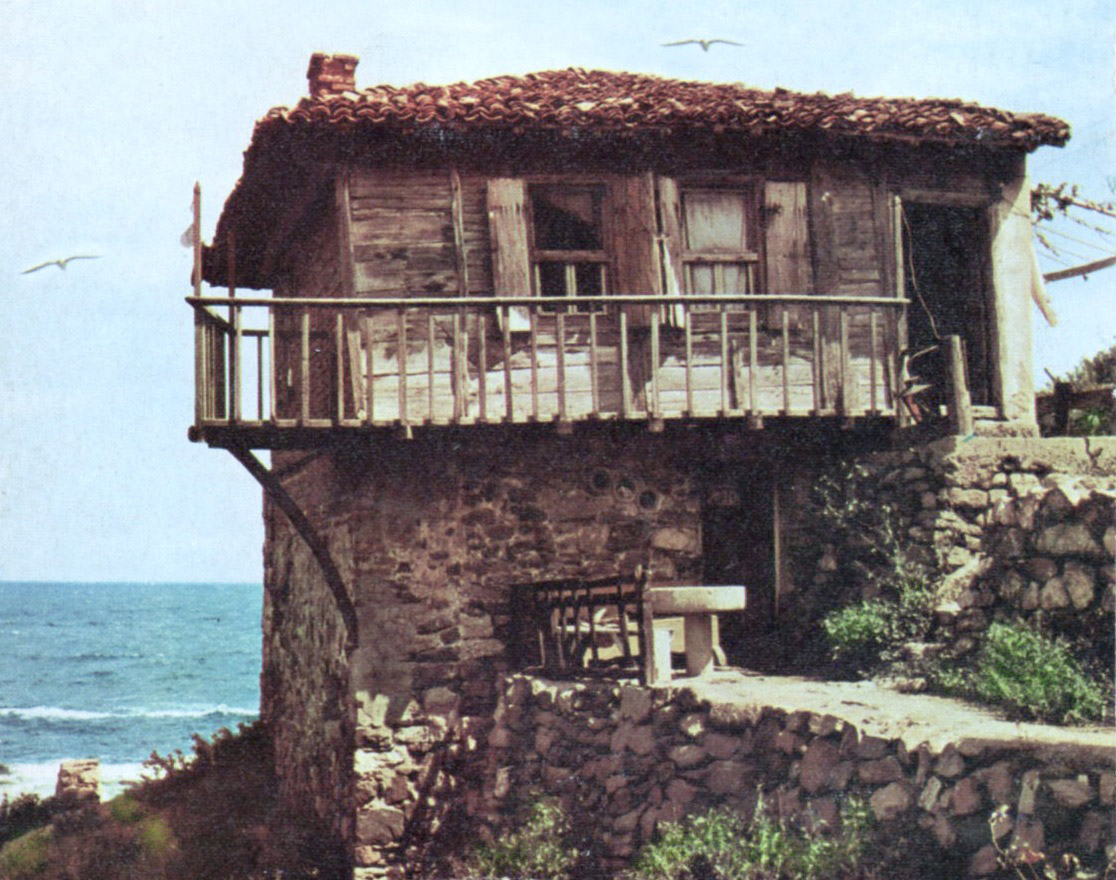
Maison pontique traditionnelle de Mangalia, soubassement en pierre, étage en bois, tuiles romanes.

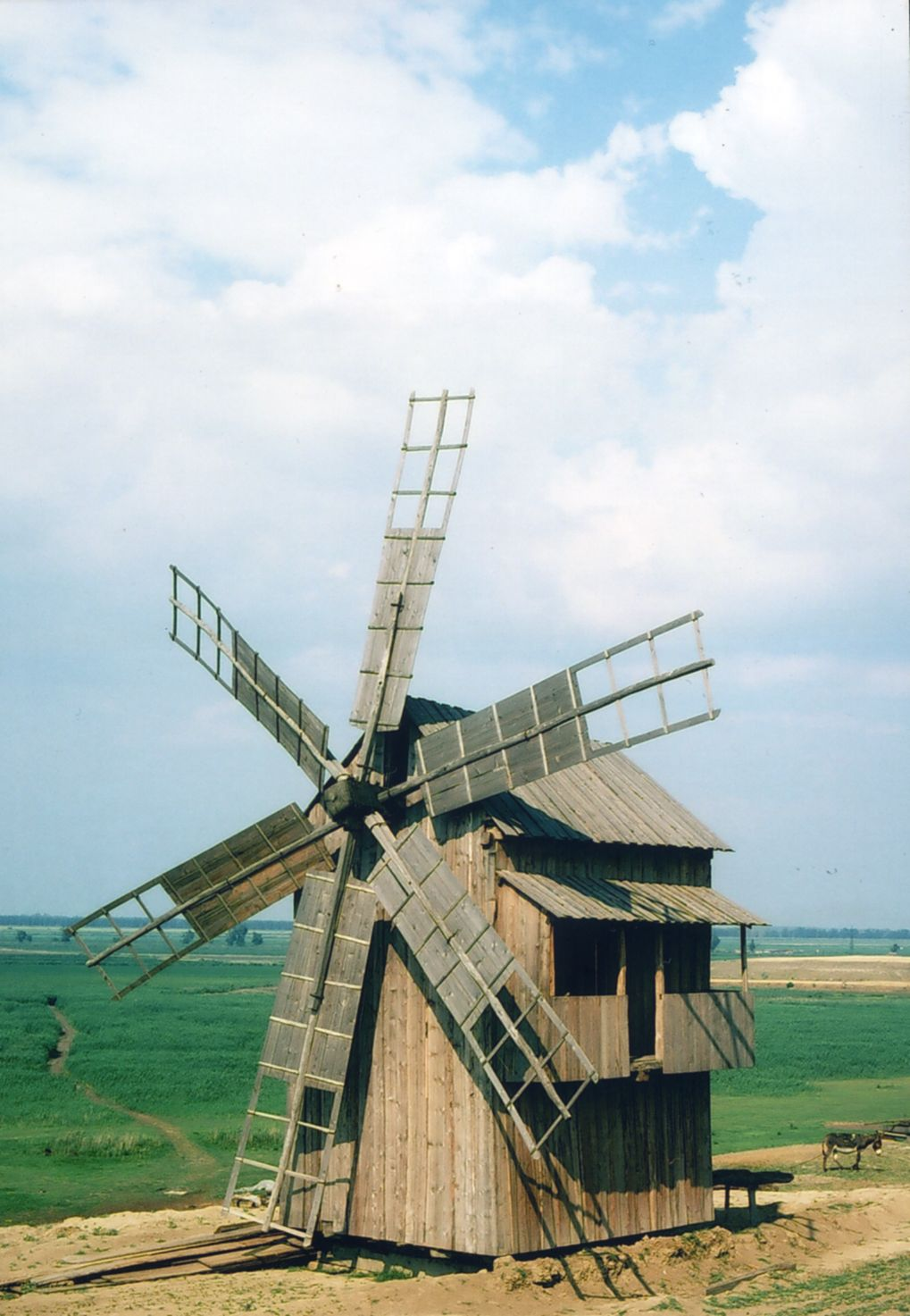
Moulin en bois aux bouches du Danube.

### Histoire moderne
C'est à l'issue de la guerre russo-turque de 1877-1878 que la Dobroudja du Nord et celle du Sud sont différenciées. La région est revendiquée tant par la Roumanie que par la Bulgarie, nouvellement indépendantes de l’Empire ottoman. Les deux pays, alors alliés, sont d’accord sur le principe d’un partage, mais Roumains et Bulgares sont mélangés (aux Turcs et aux Tatars) dans toute la région : où placer la frontière ? Les Roumains étant plus nombreux au nord et les Bulgares au sud, une commission austro-allemande attribue à la Roumanie les deux tiers nord et à la Bulgarie le tiers sud. La frontière part de la sortie Est de la ville bulgare de Silistra et aboutit entre les deux hameaux de pêcheurs grecs et turcs d’Ophidaki (Yilanlik en turc, Vama-Veche aujourd’hui) et de Limanaki (Durankulak en turc : nom actuel, et Mlaștina en roumain) sur la mer Noire.
En 1913 la Roumanie profite des difficultés de la Bulgarie lors de la Deuxième guerre balkanique, pour lui arracher la Dobroudja du Sud au premier traité de Bucarest : la région devient dès lors une pomme de discorde entre les deux pays. La Bulgarie prend sa revanche aux côtés des Allemands pendant la Première Guerre mondiale, en annexant une partie de la Dobroudja du Nord jusqu’à une ligne Rasova-Agigea, tandis que les Austro-Allemands annexent le reste au second traité de Bucarest. La paix de novembre 1918 redonne toute la Dobroudja, Nord et Sud, à la Roumanie. La Bulgarie ne cesse de revendiquer la restitution de sa part, et un arbitrage allemand de 1940 remet en vigueur le partage initial de 1878, scellé par les accords de Craiova.
La frontière de 1878 et de 1940 est aujourd’hui pleinement reconnue par la Roumanie et la Bulgarie, membres de l’Union européenne depuis 2007, qui n’ont plus aucune revendication territoriale l’une sur l’autre. La frontière est désormais ouverte et une commission mixte inter-académique bulgaro-roumaine d’histoire a même été mise en place le 5 juillet 2001 pour combattre les dérives nationalistes et protochronistes dans l’historiographie (notamment scolaire) des deux pays.

## Culture
En héraldique, l’écu de la Dobroudja du Nord est « d'azur, à deux dauphins d’or, adossés, renversés et nageant en pal », qui ne symbolisent pas de vrais dauphins (car le « dauphin » est un « poisson » en héraldique) mais simplement le caractère fluvial et maritime du pays.
L’identité culturelle de la Dobroudja du Nord se décline sur le plan des traditions locales, de la musique traditionnelle, de la gastronomie et de la viticulture. Par exemple, dans la tradition balkanique populaire des Mărțișoare, en Dobrogée et seulement là, à l’arrivée des cigognes en mars, les mărțișoare sont jetés vers le ciel pour que « la chance de l’année soit grande et ailée ». Du point de vue architectural, même si les réalisations modernes de style fonctionnel et international comme celles de Cezar Lăzărescu, architecte quasi-officiel du régime communiste, se substituent aujourd’hui aux traditions locales, les constructions dobrogéennes avaient un style pontique spécifique, dont les quartiers anciens de Tulcea et Constanța conservent encore quelques rares exemples, tous menacés.
Si les habits traditionnels variaient selon les ethnies présentes, en revanche cuisine et musique puisaient à des sources communes, incluant des ingrédients « exotiques » apportés par les marins, comme les amandes, les figues, les olives, les câpres. Parmi les spécificités locales, les aubergines, les poivrons et le poisson jouent un rôle essentiel (on y prépare notamment la tchorba dobrogéenne d’alose pontique ou le filet mariné d’esturgeon). Parmi les pâtisseries, les feuilletés dobrogéens (plăcintă dobrogeană) et, parmi les vins, le vin blanc de Murfatlar sont également des spécialités locales. En Dobroudja du Nord, où l’influence turque se fait encore sentir, on prépare aussi l’agneau cuit au lait ou à la broche, le baklava et le halva.
La Dobroudja du Nord a, comme d’autres régions côtières, attiré les artistes, et des peintres comme Francisc Șirato ou Nicolae Tonitza y ont fréquemment séjourné et représenté ses paysages.